# Carl Fredrik Björkman
Carl Fredrik Björkman, född 1 oktober 1788 i Vasa, Finland, död 26 november 1872 i Simtuna församling, Uppsala län, var en svensk präst och politiker.
Björkman var kyrkoherde först i Roslags-Bro församling, därefter i Simtuna och Altuna församlingar. Han var ledamot i prästeståndet i Uppsala stift vid ståndsriksdagarna 1834/35, 1840/41, 1844/45, 1847/48, 1850/51, 1853/54, 1856/58, 1859/60, 1862/63 och 1865/66.